# 유명한 오페라 목록
이 문서는 중요한 오페라들을 처음 공연한 연도 순으로, 각 오페라의 중요성에 대한 짧은 설명과 함께 나열하였다. 이 맥락에서 '중요성'이란 역사적으로나 예술적인 이유, 혹은 레파토리에서 차지하는 비중이 중대한 작품을 뜻한다.

## 2024~2025
| 연도   | 작품              | 작곡가            | 참조 | 장소           |
| ------ | ----------------- | ----------------- | --- | -------------- |
| 1600년 | 에우리디체        | 자코포 페리       | 현존하는 최고(古)의 오페라. | 피렌체         |
| 1607년 | 오르페오          | 몬테베르디        | 최초의 오페라 걸작. | 만투아         |
| 1625년 | 루제로의 해방     | 프란체스카 카치니 | 여성이 작곡한 최초의 오페라 | 피렌체         |
| 1627년 | 다프네            | 하인리히 쉬츠     | 최초의 독일 오페라. 악보가 사라짐 | 토르가우       |
| 1632년 | Sant'Alessio      | 스테파노 란디     | 신화가 아니라 역사를 주제로 삼은 첫 번째 오페라로, 여러 방면에서 새로운 드라마적이고 음악적인 기반을 가져다 주었다.                                                                           | 로마           |
| 1640년 | 율리시스의 귀환   | 몬테베르디        | 베네치아를 위해 작곡한 첫 번째 오페라로, 호머의 율리시스 이야기에 기초하며, 이 작품은 고정관념에 반하는 순전한 개인의 모습을 담는데 작곡가의 탁월함을 보인다.                                 | 베네치아       |
| 1642년 | 포페아의 대관식   | 몬테베르디        | 몬테베르디의 마지막 오페라로 베네치아의 관람객을 위해 작곡되었으며, 현재에도 자주 공연된다. 이 베네치아의 문맥은 자주 그 상시의 오페라와 연계되어 도덕적인 내용이 완전히 부재함을 설명해준다. | 베네치아       |
| 1683년 | 비너스와 아도니스 | 존 블로           | 거의 틀림없는 첫 번째 영어 오페라 | 런던 혹은 원저 |
| 1686년 | 아르미드          | 륄리              | 륄리에 의해 창조된 서정 비극 양식의 작품으로, 그의 걸작으로 평가된다. | 파리           |
| 1644년 | 오르민도          | 프란체스코 카발리 | 카발리리의 오페라 중 20세기에 들어와 부활한 작품 중 하나로, 오르민도는 그의 작품 중 매력적인 작품 중 하나로 평가된다.                                                                         |                |
| 1649년 | 지소네            | 프라네스코 카발리 | 지소네에서 카발리는 처음으로 아리아와 레치타티브를 분리하였다. 지소네는 17세기에 가장 인기있는 오페라였다.                                                                                    |                |
| 1651년 | 칼리스토          | 프란체스코 카발리 | 카발리가 파우스티니와 작곡한 11곡의 오페라 중에서 9번째의 작품으로 고전신화의 신들에 풍자가 유명하다.                                                                                         |                |
| 1689년 | 디도와 에네아스   | 헨리 퍼셀         | 종종 최초로 영어로 쓰인 오페라 걸작으로 여겨지며, 지금도 정기적으로 공연된다. | 런던           |
| 1692   | 요정여왕          | 헨리 퍼셀         | 오페라라기보다는 세미오페라로 여겨지며, 종종 퍼셀의 가장 정제된 드라마 작품으로 여겨진다. |                |

## 1700년 ~ 1799년
| 초연 년도 | 작품                    | 작곡가        | 참조 | 장소   |
| --------- | ----------------------- | ------------- | --- | ------ |
| 1711년    | 리날도                  | 헨델          | 헨델이 영국 공연을 위해 작곡한 첫 번째 오페라로, 십자군 전쟁 시기가 배경이다, 아리아, Lascia ch'io pianga가 유명하다.                                                                                              | 파리   |
| 1724년    | 줄리오 체사레           | 헨델          | 케사르를 주제로 삼은 오페라 세리아. 1920년대에 재발견되어, 북미와 유럽에서 현재 200회가 넘게 공연될 정도로, 헨델의 이탈리아어 오페라 중에서 가장 인기가 있는 작품이 되었다.                                        | 런던   |
| 1733년    | 이폴리트와 아리시       | 장필리프 라모 | 18세기 프랑스의 대표 작곡가인 장필리프 라모의 첫 번째 작품이자, 그 당시가장 논란이 되던 오페라였다. | 파리   |
| 1735년    | 우아한 인도의 나라들    | 장필리프 라모 | 세계 각지를 주제로 삼은 최초의 오페라-발레 작품이다. | 파리   |
| 1738년    | 세르세                  | 헨델          | 헨델이 오라토리오 작곡을 중단하기 전의 마지막 오페라로, 그의 작품 중 가장 유명한 아리아인 Ombra mai fu를 포함한다. 헨델 이전에 프란체스코 카발리는 1654년 같은 대본으로 동명의 오페라를 작곡하였다.                | 런던   |
| 1762년    | 오르페오와 에우리디체   | 글루크        | 글루크의 오페라 개혁의 첫작품. 1774년에 확장된 개정판인 파리판이 있다. 간결하고 감동적인 이 작품은 중요 오페라 레파토리 중 하나가 되었다.                                                                          | 빈     |
| 1767년    | 알체스테                | 글루크        | 글루크의 후기 작품으로 오늘날 1776년 개정된 판이 더 유명하다. 서곡은 그의 오페라 개혁을 위한 작업에서 착수되었다.                                                                                                  | 빈     |
| 1779년    | 타우리스의 이피게네이아 | 글루크        | 글루크의 개혁에 궁극점에 도달한 작품. | 파리   |
| 1781년    | 이도메네오              | 모차르트      | 모차르트의 첫 번째 작품으로 트로이 전쟁직후의 크레타를 무대로 한다. 관현악적인 색채와 풍부한 음색으로 작곡가의 숙달됨을 보여준다.                                                                                  | 뮌헨   |
| 1782년    | 후궁으로부터의 유괴     | 모차르트      | 희극 독일어 오페라(징슈펠)로 터키식 음악과 개성적인 주인공들, 기념할 만한 아리아와 계몽시대 가치의 초석을 표현함으로써 대중으로부터 사랑받은 오페라가 되었다.                                                      | 빈     |
| 1786년    | 피가로의 결혼           | 모차르트      | 오페라 부파로 인기있는 프랑스 코메디, Pierre Beaumarchais에 기초를 두고, 프랑스 혁명 바로 이전의 귀족 사회를 풍자하고 있다.                                                                                        | 빈     |
| 1787년    | 돈 조반니               | 모차르트      | 드라마 조코소로 로렌조 다 폰테가 대본을 작성하였다. 에스파냐의 유명한 바람둥이인 돈 후앙의 전설을 담고 있으며, 모든 오페라 중에서 가장 인기있고 자주 상연되는 작품 중 하나가 되었다.                               | 프라하 |
| 1790년    | 코지 판 투테            | 모차르트      | 드라마 조코소 로 로렌조 다 폰테의 약혼자 바꾸기 소동에 관한 냉소적인 이탈리아어 오페라 대본을 줄거리로 삼았다. | 빈     |
| 1791년    | 티토 황제의 자비        | 모차르트      | 모차르트의 마지막 오페라 세리아이다. | 프라하 |
| 1791년    | 마술피리                | 모차르트      | 징슈필로 모차르트가 죽기 거의 3개월 전에 초연되었다. 프리메이슨에 영향을 받은 어른을 위한 동화로, 오랫동안 사랑받는 작품 중의 하나가 되었다. 또한 독일어 오페라의 발전 과정에서 중간적인 위치를 차지하는 작품이다. | 빈     |

## 1800년 ~ 1849년
| 초연 연도 | 작품                | 작곡가            | 참조 | 장소             |
| --------- | ------------------- | ----------------- | --- | ---------------- |
| 1805년    | 피델리오            | 베토벤            | 베토벤의 유일한 오페라로, 그 당시 유럽을 휩쓸던 정치적 자유를 위한 투쟁을 향해, 작곡가 열정적인 감정을 반영하였다. | 빈               |
| 1816년    | 세비야의 이발사     | 로시니            | 이 희극적인 오페라는 Beaumarchais 3부작 중 하나에 기초하며, 모차르트의 오페라, 피가로의 결혼에 앞선 이야기이다. | 로마             |
| 1817년    | 라 체네렌톨라       | 로시니            | | 로마             |
| 1824년    | 마탄의 사수         | 베버              | 독일 낭만주의 오페라 역사상 기념비적인 작품이며, 젊은 포수꾼과 그와 거래하는 악마에 관한 초자연적인 이야기를 담고 있다. 늑대가 등장하는 장면이 오페라 내에서 가장 유명하다.                                                                                   | 베를린           |
| 1829년    | 빌헬름 텔           | 로시니            | 로시니의 마지막 오페라이자, 그랜드 오페라이다. 테너의 역할인 아놀드 역의 난점과 함께 작품의 길이때문에 상연이 빈번하지 못하지만, 꾸준한 오페라 공연 레파토리로 남아있다. 빌헬름 텔 서곡과 3 캐논의 남자들이 불러모으는 소리는 이 오페라 안에서 가장 유명하다. | 파리시           |
| 1831년    | 노르마              | 벨리니            | | 밀라노           |
| 1832년    | 사랑의 묘약         | 도니제티          | | 밀라노           |
| 1835년    | 람메르무어의 루치아 | 도니제티          | 나폴리 가수를 위한 오페라로 1950년까지는 상연되지 못했지만, 마리아 칼라스와 조안 서덜랜드의 해석으로 관객들의 호흥을 얻게 되었다. |                  |
| 1836년    | 위그노 교도들       | 자코모 마이어베어 | 프랑스 종교 전쟁을 배경으로, 거대하고 호화로운 무대로 가장 유명한 프랑스 그랜드 오페라. | 파리             |
| 1840년    | 연대의 딸           | 도니제티          | | 파리             |
| 1842년    | 나부코              | 베르디            | 베르디의 세 번째 오페라로, 작곡가의 명성을 확립시켰다. 유태인들의 합창인 "Va' pensiero, sull'ali dorate날아라, 비록, 황금빛 날개로"가 가장 유명하다. | 밀라노           |
| 1842년    | 루슬란과 류드밀라   | 글린카            | 글린카는 푸시킨의 동화를 기초한 작품으로, 러시아 오페라 전통과 애국적인 '황제를 위한 삶'을 세웠다. | 상트페테르부르크 |
| 1843년    | 방황하는 네덜란드인 | 바그너            | 이 작품의 초연으로 바그너는 오페라의 기존 모델에서 유도동기로 상호연결된 교향악적인 설명의 자신만의 음악극적인 형식으로 옮겨가기 시작했다. | 드레스덴         |
| 1843년    | 돈 파스콸레         | 도니제티          | 다작하는 작곡가의 마지막 오페라로, 이 매력적인 코메디는 사랑스럽고 쾌활한 멜로디를 포함한다. | 파리             |
| 1845년    | 탄호이저            | 바그너            | 탄호이저와 베누스부르크의 전설을 아이젠나흐의 바르트부르크 성에서 열리는 13세기의 노래 경연대회와 혼합하여, 신성하고 심오한 사랑을 주제로 한 바그너의 오페라. 바그너는 이 작품을 완전히 만족하지 못해서, 1861년에 작품을 수정하였다.                          | 드레스덴         |
| 1847년    | 맥베스              | 베르디            | 셰익스피어의 맥베스를 기초로 힘이 가득한 오페라. 세명의 마녀는 여성 합창으로 변모되지만, 바리톤과 드라마틱 소프라노를 위한 주요 배역은 아탈리아 레파토리에서 굉장한 집중과 요구가 필요된다.                                                                   | 피렌체           |

## 1850년 ~ 1899년
| 연도   | 작품                  | 작곡가              | 참조 | 장소             |
| ------ | --------------------- | ------------------- | --- | ---------------- |
| 1850년 | 로엔그린              | 바그너              | 바그너의 대표 오페라 중 하나로, 로엔그린은 그의 작품 중 악극으로 가는 초기적 움직임을 드러낸다. | 바이마르         |
| 1851년 | 리골레토              | 베르디              | 검열의 문제로 이 오페라의 초연이 거의 불가능하자, 대본이 다시 재수정되어야 했다. "La donna è mobile"와 사중창 등 베르디의 가장 유명한 아리아등을 포함한다. | 베네치아         |
| 1853년 | 일 트로바토레         | 베르디              | 이 오페라에서 가장 유명한 구절은, 집시의 노래인 "Anvil Chorus"로 쇠망치를 두들기는 소리가 동반된다. 지휘자인 아르투로 토스카니니는 "이 오페라에 필요한 것은, 세계에서 가장 유명한 오페라 가수 네명이다"라고 말했다.                                                                             | 로마             |
| 1853년 | 라 트라비아타         | 베르디              | | 베네치아         |
| 1859년 | 가면 무도회           | 베르디              | | 로마             |
| 1859년 | 파우스트              | 구노                | | 파리             |
| 1862년 | 운명의 힘             | 베르디              | | 상트페테르부르크 |
| 1863년 | 트로이 사람들         | 베를리오즈          | 이 그랜드 오페라는 1부와 2부로 나뉜다. 1부는 트로이 전쟁 이후, 카르타고를 배경으로, 예지자인 크산드라의 절망을 그린다. 2부는 카르타고를 떠나온 아이에나스와 디도 여왕의 사랑을 주제로 한다. | 파리             |
| 1865년 | 트리스탄과 이졸데     | 바그너              | 바그너는 이 작품에서 트리스탄 화음과 극한치의 반음계 화성을 사용하였고, 20세기 작곡가들에게 강한 영향을 주었다. | 뮌헨             |
| 1866년 | 팔려간 신부           | 스메타나            | | 프라하           |
| 1867년 | 돈 카를로스           | 베르디              | | 파리             |
| 1868년 | 뉘른베르크의 명가수   | 바그너              | 바그너의 16세기 시민 음유시인에 관한 기념비적인 코메디이다. 이 오페라는 나치에 의해서 독일 민족주의를 찬양하기 위해 사용되었으나, 오늘날 이 작품의 세계적인 인류애가 연출에서 강조되어, 이 작품의 지속적인 인기를 강화해왔다.                                                                   | 뮌헨             |
| 1871년 | 아이다                | 베르디              | 이집트 왕 이스마일 파샤가 수에즈 운하 개통 기념으로 베르디에게 주문했던 작품이다. 그러나 개통식 당일까지 완성을 못하여 대신 리골레토를 상연했다. 이 작품이 완성되자마자 카이로에서 초연되었고, 그 후 유럽에서도 대성공을 거두었다.                                                              | 카이로           |
| 1874년 | 보리스 고두노프       | 무소륵스키          | 이 작품은 러시아 민속 음악을 사용함으로써, 독일과 이탈리아 오페라의 영향을 거부하였다. 이 오페라의 내용은 잔혹한 살인에서 시작되어, 교묘한 거짓과, 침략, 죄의식에 사로잡힌 광기와 죽음까지 지속된다.                                                                                            | 상트페테르부르크 |
| 1874년 | 박쥐                  | 요한 슈트라우스 2세 | | 빈               |
| 1875년 | 카르멘                | 비제                | 유혹적인 집시 여인과 그녀의 저주받은 연인에 관한 에스파냐 지방의 이야기로, 가장 인기있는 오페라 중의 하나이다. 이 지속적인 인기는 드라마적이고 심리적인 긴장감과, 유머 감각 때문이다. | 파리             |
| 1876년 | 라 조콘다             | 폰키엘리            | 폰키엘리는 뒤얽힌 멜로드라마로 유명한 빅토 휴고의 줄거리에 기초하며, 이 이탈리아 그랜드 오페라를 작곡하였다. 이 작품은 뒤에 날것 그대로의 감정과 음악의 접근성으로, 뒤에 베리스모 오페라를 예견한다. 발레인 시간의 춤이 유명하다. .                                                             | 밀라노           |
| 1876년 | 니벨룽의 반지         | 바그너              | 기념비적인 바이로이트 4부작으로 고대 노르웨이와 독일 신화를 기초로 바그너는 유도동기를 이용한 새로운 형식의 오페라를 창조하였다. 또한 굉장히 긴 작품 길이로도 유명하다. |                  |
| 1877년 | 삼손과 데릴라         | 카미유 생상스       | | 바이마르         |
| 1878년 | 전함 피나포어         | 길버트와 설리반     | 이 작품은 작곡가의 첫 번째 성공작으로, 19세기 이탈리아 오페라에 대한 작곡가의 애정깊은 패러디 등을 포함한다. 설리반은 그랜드 오페라인 아이반호를 작곡하였지만, 이 작품은 거의 잊혀졌다. 반면 전함 피나포어는 미카도와 다른 여러 개의 작품과 함께 자주 상연되었다.                               | 런던             |
| 1879년 | 예브게니 오네긴       | 차이콥스키          | 푸시킨소설인 예브게니 오네긴을 기초로 한다. | 모스크바         |
| 1881년 | 호프만의 이야기       | 오펜바흐            | 그랜드 오페라이다. 이 사후에 명성을 얻은 오페라는 3가지 화려한 이야기를 담고 있으며, 얼마나 악마가 호프만이 진실된 사랑을 찾을 수 있는 기회를 망쳤는지를 유머스럽게 그린다. | 파리             |
| 1881년 | 시몬 보카네그라       | 베르디              | 개정판 | 밀라노           |
| 1882년 | 파르지팔              | 바그너              | 바그너의 마지막 종합예술은 오페라 뿐만 아니라, 무대를 위한 종합 축전극의 봉헌을 위해 작곡되었다. 그와 그의 자녀들은 1903년]]까지 바이로이트에서 이 곡이 무대에 올려지기까지 다른 곳에서 공연되는 것을 금지했다.                                                                                 | 바이로이트       |
| 1884년 | 마농                  | 마스네              | | 파리             |
| 1887년 | 오텔로                | 베르디              | 셰익스피어의 비극을 기초로, 한 무어인의 질투와 배신을 담은 유명한 이야기를 극적인 음악적 구성을 담고 있다. 이아고의 'Credo'와 많은 다른 음산하고도 감동적인 장면을 오페라의 극적인 효과를 위해서 더해졌다.                                                                                      | 밀라노           |
| 1890년 | 카발레리아 루스티카나 | 마스카니            | 베리스모 스타일로 작곡된 최초의 오페라이다. | 로마             |
| 1890년 | 이고리 왕자           | 보로딘              | 보로딘의 러시아 역사를 다룬 선율이 아름다운 서사극으로, 무소르스키의 보리스 고두노프의 어두운 분위기와 비교된다. 이 두 작품 모두가 미완성으로 남겨져, 림스키코르사코프가 관현악으로 개작하였다. 전체보다는 부분 구절이 더 유명하고, 이고르 왕자는 러시아 레파토리에서 주요한 오페라로 여겨진다. | 상트페테르부르크 |
| 1890년 | 스페이드의 여왕       | 차이콥스키          | | 상트페테르부르크 |
| 1892년 | 베르테르              | 마스네              | | 파리             |
| 1892년 | 팔리아치              | 레온카발로          | 이 오페라는 액자식 구성으로, 한 광대의 비극적인 이야기를 주제로 삼았다. 질투로 가득찬 남편이 아내와 그 정부를 무대에서 죽이고, "코미디는 끝났다'라고 외치면서, 픽션이 실제로 바뀐다. | 밀라노           |
| 1893년 | 마농 레스코           | 푸치니              | 푸치니는 이 오페라를 통해 그 당시 대실패를 거둔 전작, 에드가를 넘어서게 되고, 세계적인 오페라 무대에 올려져, 푸치니를 오페라 세계에서 두각을 드러내게 하였다. | 토리노           |
| 1893년 | 팔스타프              | 베르디              | 베르디의 마지막 오페라이자 유일한 희극 작품이다. | 밀라노           |
| 1893년 | 헨젤과 그레텔         | 훔퍼딩크            | 훔퍼딩크는 아이들을 위해서 이 오페라를 작곡했다. 이 작품은 크리스마스때 인기가 많다. | 바이마르         |
| 1896년 | 라 보엠               | 푸치니              | 가장 인기있는 오페라 중 하나로, 라 보엠은 비극과 로맨스를 코미디와 함께 완성도 높게 융합하였다. 푸치니의 유명한 아이라 선율 몇 개를 포함한다. | 토리노           |
| 1896년 | 안드레아 세니에       | 조르다노            | 안드레 세니에는 베리스모 오페라로, 프랑스 대혁명 기간 동안, 실제로 일어난 사건을 배경으로 한 강렬한 사랑 이야기이다. 중요 이탈리아 테너 스핀토 레파토리 중 하나로, 특히 프랑코 코렐리가 이 배역으로 유명하다.                                                                                   | 밀라노           |

## 1900년 ~ 1944년
| 연도   | 작품                     | 작곡가              | 참조 | 장소             |
| ------ | ------------------------ | ------------------- | --- | ---------------- |
| 1900년 | 토스카                   | 푸치니              | 푸치니의 사랑받는 오페라 중 하나로, 사르도우의 연극, 이 누추한 작은 소름끼치게 하는 사람에 기초하며, 이제는 원작보다 더 유명하다. 세 주인공의 비극적인 비극적인 이야기로, 오페라 가수인 토스가와, 그의 연인으로 정치적 음모에 걸려든 화가인 카바라도시, 그리고 토스카를 차지할 생각에 사로잡힌 사악한 정치인, 스카르피아 남작이 등장한다. | 로마             |
| 1902년 | 펠레아스와 멜리장드      | 드뷔시              | | 파리             |
| 1902년 | 아드리아나 르쿠브뢰르    | 칠레아              | | 파리             |
| 1904년 | 예누파                   | 야나체크            | |                  |
| 1904년 | 나비 부인                | 푸치니              | 라 보엠, 토스카와 더불어 푸치니의 가장 인기가 있는 오페라 중 하나이다. 미국인 해군 대령인 핑커튼과 결혼한 일본 게이샤 초초상의 비극을 담고 있다. | 밀라노           |
| 1905년 | 살로메                   | 리하르트 슈트라우스 | 오스카 와일드의 악명높은 희곡의 오페라 버전으로, 잔악 무도하고 감각적이며 퇴페적으로 아름답고 충격적인 결말로 최고조에 다다르게 된다. | 드레스덴         |
| 1909년 | 엘렉트라                 | 리하르트 슈트라우스 | | 드레스덴         |
| 1910년 | 서부의 아가씨            | 푸치니              | 데이비드 벨라스코 작품인 "황금 서부의 아가씨"의 푸치니의 카우보이 오페라 판이다. 이 오페라는 음악적으로 빡빡하게 종합되어, 다른 초기의 작품들보다는 웅장한 볼거리가 없지만, 공연장 안에서 푸치니의 최고의 작품들 중 하나로 손꼽힌다. | 뉴욕             |
| 1911년 | 장미의 기사              | 리하르트 슈트라우스 | 엘렉트라 이후 리하르트 슈트라우스와 휴고 폰 호프만스탈은 모더니스트 심리 드라마에서 모짜르트와 몰리에르에게 영향받은 코메디로 방향을 바꾸었다. 그 결과 20세기를 통틀어 이들을 견줄 만한 라이벌이 없었다. | 드레스덴         |
| 1912년 | 낙소스의 아리아드네      | 리하르트 슈트라우스 | 1916년에 서막이 첨부되어 개정되었다.(개정판은 빈에서 공연됨) | 슈투트가르트     |
| 1918년 | 푸른 수염의 성           | 버르토크            | | 부다페스트       |
| 1918년 | 잔니 스키키              | 푸치니              | 푸치니의 마지막 오페라로 1막 오페라인 외투는 단테의 희곡에 기초한 코미디 익살극이다. 베르디의 팔스타프처럼 거의 완벽하게 구성되며, 가장 사랑받는 아리아 중 하나인 O mio babbino caro를 포함한다’ | 뉴욕             |
| 1919년 | 그림자 없는 여인         | 리하르트 슈트라우스 | 빈 |                  |
| 1921년 | 카탸 카바노바            | 야나체크            | | 브르노           |
| 1921년 | 3개의 오렌지를 향한 사랑 | 프로코피에프        | | 시카고           |
| 1925년 | 보체크                   | 베르크              | | 베를린           |
| 1925년 | 파우스트 박사            | 부조니              | | 드레스덴         |
| 1926년 | 투란도트                 | 푸치니              | 투란도트는 푸치니의 죽음으로 미완성으로 남았으나, 프란코 알파노가 초안을 가지고 마지막 부분을 완성하여 무대에 올렸고, 후에 루치아노 베리노가 개정판은 작성하였다. 테너 루치아노 파바로티가 부른 "Nessun Dorma(잠을 이루지 못하고) 아리아가 유명하며, 1990년 FIFA 월드컵의 주제곡이 되었다.                                                | 밀라노           |
| 1934년 | 므첸스크의 레이디 맥베스 | 쇼스타코비치        | 쇼스타코비치의 유일한 오페라로, 인간사의 치부인 강간과 불륜, 살인, 배신 등을 그린다. 적나라한 묘사로 소련 당국의 검열의 제재를 받아, 한동안 상연 금지 처분을 받아야만 했다. | 상트페테르부르크 |
| 1935년 | 포기와 베스              | 거슈윈              | 재즈 스타일에 영향을 많이 받았다. 오페라에서 인종 관계를 다룬 것에 논란이 많지만, 정기적으로 상연된다. | 뉴욕             |
| 1937년 | 룰루                     | 알반 베르크         | 베르크의 죽음으로 마지막 부분이 미완성으로 남아있다. | 취리히           |
| 1939년 | 노처녀와 도둑            | 메노티              | 라디오를 위해 작곡된 최초의 오페라 | NBC 라디오       |

## 1945년 이후
| 연도   | 작품                   | 작곡가          | 참조 | 장소         |
| ------ | ---------------------- | --------------- | --- | ------------ |
| 1945년 | 전쟁과 평화            | 프로코피에프    | 예브게니 오네긴의 서정적인 장면과 보리스 고두노프의 역사적 극적 장면이 혼합된 그랜드 오페라이다. 침략자 바로 앞에 러시아인들의 도전을 배경으로 개인적인 비극을 설정하였다.                                              | 모스코바     |
| 1945년 | 피터 그라임즈          | 브리튼          | 벤저민 브리튼의 명성을 높인 오페라이다. 한 소외된 이가 작은 마을의 편협함과 스스로의 어리석음에 붕괴되는 모습을 그린다. 합창에 의해 공연되는 부분이 유명하다.                                                           | 런던         |
| 1951년 | 난봉꾼 행각            | 스트라빈스키    | | 빈           |
| 1951년 | 빌리 버드              | 브리튼          | | 런던         |
| 1951년 | 아말과 밤의 방문객들   | 메노티          | 텔레비전을 위해 작곡된 최초의 오페라이다. 이 1막의 오페라는 드라마와 유머를 모두 포함하며, 음악의 선율이 풍부하다. 이 오페라는 아이들이 처음 접하기 좋은 작품이며, 예산이 별로 많지 않은 작은 오페라단이 종종 공연한다. | 뉴욕         |
| 1954년 | 모세와 아론            | 쇤베르크        | | 함부르크     |
| 1957년 | 카르멜회 수녀들의 대화 | 프랑시스 풀랑크 | | 밀라노       |
| 1960년 | 한 여름밤의 꿈         | 브리튼          | 일반 공연 목록에서 족적을 남긴 오페라 중, 가장 최근작이다. 대사는 거의 윌리엄 셰익스피어의 희곡, 한 여름밤의 꿈을 초대로 한다.                                                                                          | 올드버러     |
| 1976년 | 해변의 아인슈타인      | 필립 글래스     | 필립 글래스의 오페라는 미니멀리즘을 이용해 사용한 첫 번째 오페라이다. | 아비뇽       |
| 1983년 | 성 아시의 프란체스코   | 올리비에 메시앙 | | 파리         |
| 1987년 | 중국의 닉슨            | 존 아담스       | "일부는 서사극이고 다른 일부는 풍자이며, 또다른 일부는 정치적 정세이고, 일부는 역사적이고 철학적이며, 심지어는 성(gender)과 6개의 유별난 인격성의 교차에 대한 진지한 실험적인 오페라이다."                              | 휴스턴       |
| 2000년 | Dead Man Walking       | 제이크 헤기     | 미국 작곡가인 제이크 헤기의 첫 번째 오페라로, 헨렌 프리진 수녀의 책에 기초로 테렌스 맥넬리가 대본을 작성하였다. 이 책은 전에 동명의 이름으로 영화화되었다.                                                              | 샌프란시스코 |
| 2005년 | 조지프 추장            | 한스 첸더       | | 베를린       |
| 2006년 | 아드리아나 마터        | 카이야 사리아호 | | 파리         |

## 같이 보기
- 주요 오페라 작곡가 목록
- 오페라 작품 목록

## 참고 문헌
- The New Grove Dictionary of Opera, Stanley Sadie 편집 (1992), 5,448 페이지. ISBN 0-333-73432-7 ISBN 1-56159-228-5
- The Viking Opera Guide (1994), 1,328 페이지, ISBN 0-670-81292-7
- The Oxford Dictionary of Opera, John Warrack과 Ewan West 저작 (1992), 782페이지, ISBN 0-19-869164-5
- Opera, the Rough Guide, Matthew Boyden과 그외. 저작 (1997), 672 페이지, ISBN 1-85828-138-5

## 참고 내부 문서
- (영어) The Opera Corpus ― 500여명이 넘는 오페라 작곡가들의 1,850이 넘는 오페라 목록
- 오페라 작품 목록 ― 한글 위키에 있는 오페라 작품을 가나다 순으로 정렬한 목록.